# José Luis Doctor
José Luis Doctor (* 14. Juni 1996) ist ein mexikanischer Geher.

## Sportliche Laufbahn
José Luis Doctor bestritt im Jahr 2012 seinen ersten Wettkampf als Geher. 2013 belegte er den fünften Platz über 10.000 Meter bei den mexikanischen U20-Meisterschaften. 2014 trat er Anfang Juli bei den U20-Zentralamerikanischerschaften in seiner Heimat an, wobei er über 10.000 Meter die Silbermedaille gewinnen konnte. Zum Ende des Monats trat er über die gleiche Distanz bei den U20-Weltmeisterschaften in den USA an. Dort belegte er mit neuer Bestzeit von 40:49,71 min den neunten Platz. Ende August trat er bei den mexikanischen Meisterschaften zum ersten Mal über die 20-km-Distanz an. Dort belegte er den sechsten Platz. 2016 trat er über 20 km zum ersten Mal bei Wettkämpfen in Europa an. Im März stellte er in der Slowakei in 1:23:29 h eine neue Bestzeit auf. 2017 steigerte er sich im Juni in Spanien auf 1:21:55 h. Kurz darauf belegte er bei den mexikanischen Meisterschaften den vierten Platz. In den folgenden Jahren konnte er sich zunächst nicht weiter verbessern. Er verpasste die Qualifikation für die Olympischen Sommerspiele in Tokio. Daraufhin kehrte er der Leichtathletik den Rücken, insbesondere auch, da die sportliche Förderung aufgrund der Nichtqualifikation gestrichen wurde. Er nahm eine Anstellung als Verwaltungsassistent an und arbeite zusätzlich auch als Burgerverkäufer. Raúl González, Geher-Olympiasieger von 1984 hatte allerdings sein Potential entdeckt, unterstützte ihn zunächst finanziell, bevor er dauerhaft das Training übernahm.
2022 trat Doctor ausschließlich über die relativ junge 35-km-Distanz an. Im April belegte er bei einem Geher-Meeting in der Slowakei den zweiten Platz. Anfang Juni gewann er die Bronzemedaille bei den mexikanischen Meisterschaften. Einen Monat später nahm er in den USA zum ersten Mal bei Weltmeisterschaften teil. Dort kam er nach 2:32:43 h auf dem 22. Platz ins Ziel. 2023 verbesserte sich Doctor im März über 35 km auf eine Zeit von 2:26:37 h, die Nationalrekord Mexikos über diese Distanz bedeuten. Anfang Juni blieb er über die 20-km-Distanz erstmals unter 1:20:00 h. Damit schaffte er die Qualifikationsnorm für die Olympischen Sommerspiele 2024 in Paris. Einen Monat später siegte er über 20 km bei den Zentralamerika- und Karibikspielen in El Salvador. Doctor ist für den Start im 20-km-Wettbewerb bei den Weltmeisterschaften in Budapest qualifiziert. Bei seinem WM-Debüt blieb er deutlich hinter seiner Bestzeit zurück und belegte über 20 km den 32. Platz.

## Wichtige Wettbewerbe
| Jahr               | Veranstaltung                     | Ort                | Platz              | Disziplin          | Zeit               |
| Startet für Mexiko | Startet für Mexiko                | Startet für Mexiko | Startet für Mexiko | Startet für Mexiko | Startet für Mexiko |
| ------------------ | --------------------------------- | ------------------ | ------------------ | ------------------ | ------------------ |
| 2014               | U20-Zentralamerikanischerschaften | Morelia            | 2.                 | 10.000 m Bahngehen | 43:10,71 min       |
| 2014               | U20-Weltmeisterschaften           | Eugene             | 9.                 | 10.000 m Bahngehen | 40:49,71 min       |
| 2022               | Weltmeisterschaften               | Eugene             | 22.                | 35 km Gehen        | 2:32:43 h          |
| 2023               | Zentralamerika- und Karibikspiele | San Salvador       | 1.                 | 20 km Gehen        | 1:22:35 h          |
| 2023               | Weltmeisterschaften               | Budapest           | 32.                | 20 km Gehen        | 1:23:35 h          |

## Persönliche Bestleistungen
- 10.000-m-Bahngehen: 40:45,38 min, 22. Juli 2023, Puebla
- 10-km-Gehen: 41:47 min, 3. Mai 2014, Taicang
- 20-km-Gehen: 1:19:41 h, 3. Juni 2023, A Coruña
- 35-km-Gehen: 2:26:37 h, 25. März 2023, Dudince, (mexikanischer Rekord)